# Усупова, Алиман
Алиман Усупова — советский хозяйственный и политический деятель.

## Биография
Родилась в 1933 году в селе Кичи-Кемин. Член КПСС.
Окончила Московский текстильный институт, экономический факультет КирГУ.
В 1953—1995 гг. — швея, мастер, начальник цеха, председатель профсоюзного комитета Фрунзенской ткацкой фабрики имени 40-летия Октября.
Избиралась депутатом Верховного Совета СССР 7-го созыва. Делегат XXII съезда КПСС.
Жила в Бишкеке.

## Награды
- Орден Ленина (дважды)
- Орден Трудового Красного Знамени
- Орден Дружбы народов